# Neue Osnabrücker Zeitung

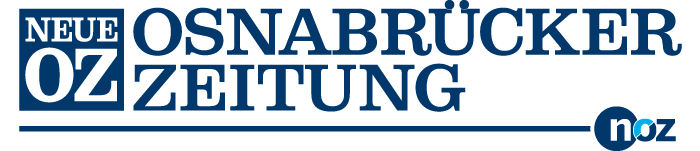
Neue Osnabrücker Zeitungs logo.

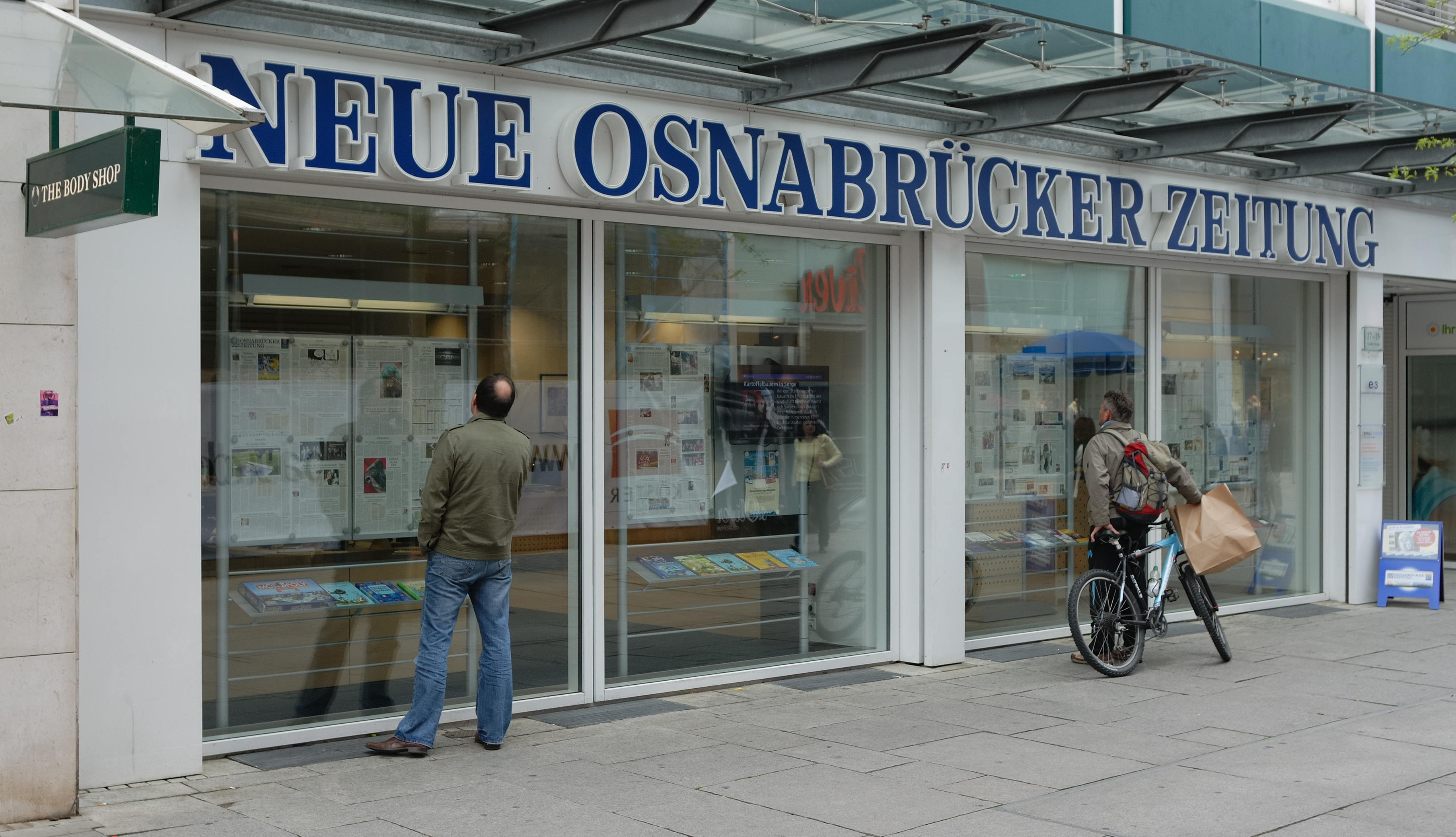
Tidningsskyltfönster för NOZ på gågata i Osnabrück.

Neue Osnabrücker Zeitung (förkortas Neue OZ eller NOZ) är en tysk regional dagstidning i sydvästra Niedersachsen. Huvudredaktionen ligger i Osnabrück. Tidningen har sexdagarsutgivning, måndag–lördag, och hade inklusive alla lokala utgåvor en total såld upplaga på 159 511 exemplar under 2:a kvartalet 2016. Chefredaktör är sedan 2011 Ralf Geisenhanslüke.

## Historia
Tidningen grundades 1967 genom sammanslagning av de lokala Osnabrücktidningarna Osnabrücker Tageblatt och Neue Tagespost.

## Utbredningsområde
Tidningen distribueras i första hand i Osnabrücks storstadsområde och Emsland.